# 第三世巴麥欽哲仁波切
第三世巴麥欽哲仁波切（དཔལ་མེ་མཁྱེན་བརྩེ་རིན་པོ་ཆེ།，1967年—），本名黃英傑，台灣佛教人物。台灣漢人轉世祖古，是藏傳佛教直貢澈贊法王及薩迦天津法王所認證的轉世祖古。
仁波切畢業於天主教輔仁大學社會學系（學士）、佛教玄奘大學宗教學（碩士）、華梵大學東方人文思想研究所（佛學博士），少年早慧，學生時代即能世學佛理兼顧，初時因緣是在蓮因寺懺雲法師座下參加大專學生齋戒學會與佛七。
於2007年起在華梵大學東方人文思想研究所與人文教育研究中心為兼任助理教授約13年，並先後在法鼓山漢藏佛教文化交流班、圓光佛學院、弘誓佛學院等單位授課。其後創辦「欽哲講修院」成為藏傳佛教全中文化聞思實修道場，並擔任住持。
仁波切出版藏傳佛教專書近三十本，在國內外發表過中英文學術論文數十篇。
在大學、佛學院教書的同時，仁波切亦不遺餘力的弘揚顯密佛法，尤其是上一世巴麥欽哲所取出的大圓滿伏藏法類。同時進行翻譯、著作，以及奔波各國各地弘法饒益有緣佛子，勉力兼顧一俗一聖兩份事業。
如薩迦法王、朗欽加布仁波切等上師的讚許和期許－巴麥欽哲仁波切是漢人中少數嫺熟顯密經續，所思所為皆與正法相契合，是真正用心聞思和實修的難能可貴具德上師。

## 專書與譯著
1993年起已出版之藏傳佛教專書與譯著26種。
2015年出版首本面向社會大眾的「輕宗教」類新書《活佛老師說》
| 出版社     | 書 名                                                         | 頁數    |
| 全佛       | 1.《殊勝的成佛之道─龍欽心髓導引》                             | 322     |
| 全佛       | 2.《大圓滿之門─秋吉林巴新巖藏法》                             | 496     |
| 全佛       | 3.《如是我聞─來自西藏的法音》                                 | 450     |
| 全佛       | 4.《大手印教言─催動空行心弦》                                 | 272     |
| 全佛       | 5.《佛所行處─道果心印加持海》                                 | 276     |
| 全佛       | 6.《民國密宗年鑑─幻世蜃影記當年》                             | 354     |
| 大手印     | 7.《幸福心靈的饗宴─薩迦傳承史》                               | 245     |
| 大手印     | 8.《智慧甘霖─薩迦法王訪問記》，                               | 203     |
| 大手印     | 9.《大印五支圓滿道─闡明甚深五支道寶鬘》                       | 228     |
| 大手印     | 10.《見即解脫─直貢覺巴吉天頌恭生平與道歌》                    | 218     |
| 大手印     | 11.《密乘之門─灌頂開示選集》                                  | 243     |
| 大手印     | 12.《生死自在─加持根本示要》                                  | 229     |
| 大手印     | 13.《慈氏妙音─廣定大司徒法語》                                | 243     |
| 大手印     | 14.《菩提迦耶訪道》，第十四世達賴喇嘛                         | 143     |
| 大手印     | 15-16.《法嗣傳燈─直貢法王傳》，第29與37任直貢法王著(上下兩冊) | 360 373 |
| 大手印     | 17.《大悲身影─直貢噶舉派澈贊法王生平與西藏早期宗教文化剪影》  | 135     |
| 大手印     | 18.《夢瑜珈─自性光明修持法》，米胖仁波切著                    | 290     |
| 大手印     | 19.《覺悟之道─大乘修心法》，一世蔣貢康楚著                    | 204     |
| 大手印     | 20.《悲願─達賴喇嘛諾貝爾和平獎專輯》                          | 292     |
| 大手印     | 21.《直指大印─頓超輪涅訣要》，第37任直貢法王講釋              | 201     |
| 大手印     | 22.《密乘閉關寶典》，第23、24任直貢法王著                     | 188     |
| 大手印     | 23.《藍毗尼園的故事》，薩迦茶巴法王究傑仁波切著               | 115     |
| 大手印     | 24《薩迦法王傳》，法王子寶金剛仁波切著                        | 115     |
| 大手印     | 25.《直貢噶舉皈依境》                                         | 75      |
| 商周出版社 | 26. 《活佛老師說：覺知，要趁早。轉念，路就寬》                | 240     |
| 商周出版社 | 27. 《活佛老師問：參訪29位藏密大上師的歷史現場》              | 368     |
| 商周出版社 | 28. 《金剛乘事件簿：民國密宗年鑑（1911-1992）》               | 224     |
| 商周出版社 | 29. 《正法一意：四部彙編》 （編校）                           | 336     |

## 修持歷程
仁波切自1985年（18歲）起，曾為藏傳佛教四大教派與南傳佛教高僧，擔任各種顯密教授法會現場口譯超過千場。
1995-2005，在直貢法王等上師指導下，陸續完成以《大印五支》、《那洛六法》為主的各種上師、本尊、空行、護法閉關。同時遵奉實修薩迦法脈之《道果》與《至尊金剛瑜伽女》為主的大小甚深佛法教授等。
2001年起，更應創辦尼泊爾加德滿都國際佛學院(International Buddhist Academy，簡稱IBA)的堪千阿貝(薩迦法王經師，北印度薩迦佛學院創辦院長)邀請，前往擔任教席，負責中觀、因明、俱舍、般若，與各種實修論典及藏文等課程的漢語教學。2004年修畢四年學程，通過考試，得到修業圓滿證書。

### 自藏傳佛教四大教派上師受法灌頂數千種
- 在格魯派教法方面，主要自觀音法王、上密院院長、典瑪洛卻仁波切、卻殿仁波切等師長，領受菩薩戒，千手千眼觀音、怖畏金剛、密集金剛大灌頂，與《三主要道》、《五部大論》、《菩提道次第廣論》、《密宗道次第廣論》、《大威德金剛本續》、《密集金剛本續》、《密集五次第明燈》等各種顯密教法。

- 自直貢法王、竹巴法王、噶瑪噶舉派諸位法王子為主之噶舉派諸師領受《噶舉密咒藏》、《知一遍解》、《五十隨許》、《大印五支》、《那洛六法》，《文殊真實名經》、《噶舉派三大寶典》、《三光疏》等灌頂、口傳與教授。
- 自薩迦法王、達欽法王、茶巴究給赤千法王、哦巴75任祿頂堪千、堪千阿貝仁波切、堪千貢噶旺秋為主之薩迦派諸師領受《喜金剛本續》、《勝樂金剛本續》、《金剛帳續》、《成就法總集》、《續部總集》、共與不共《道果》、《十三金法》，《辨三律論》、《闡明能仁意趣》、《遍知國燃巴文集》、《阿蚌伏藏師十三紅法》等灌頂、口傳與教授。
- 自寧瑪派貝諾法王領受《天法》、《惹那林巴伏藏》、《龍欽寧體根本經函》，達龍知珠法王領受《龍欽巴文集》、《大圓滿十八續》與北伏藏諸灌頂，祖古烏金傳授秋林新伏藏之《普賢心滴》大圓滿明力灌頂與教示，並得到宗薩蔣揚欽哲仁波切傳授《色拉康卓伏藏集》、喇千仁波切傳授《巴麥欽哲伏藏集》，噶千仁波切傳授《廣深大圓滿》、《文殊閻魔敵》，敏林堪千傳授《秘密藏續》與《德達林巴伏藏》，等教傳與伏藏之灌頂、口傳與教授。

## 認證歷程
1995年，首先經藏傳佛教直貢噶舉派第37任直貢澈贊法王審察合格，為他頒授阿闍黎（教授師）證書及賜予法帽、法袍，成為藏傳佛教合格的顯教師資，第41任薩迦法王也於同年親書勉勵信函予黃英傑。並得到寧瑪等派法王承許。
2004年，直貢澈贊法王與薩迦法王，分別親授密乘金剛阿闍黎（金剛上師）法位。
2005年，由直貢澈贊法王指認為第二世巴麥欽哲(1897-1945)的轉世化身，並得到薩迦法王的承許。直貢澈贊法王特請其上師──尊貴的噶千仁波切為其舉行陞座典禮。同年，第二世巴麥欽哲之心子─第四世喇千仁波切帕秋聽列桑波（聖勝事業善）在無餘傳授一切巴麥欽哲之伏藏法後，特頒賜伏藏法主證書。

## 引用
1. ↑  .   [2016]. （原始内容存档于2016-06-09）.
2. 1 2  黃, 英傑. . 台灣: 商周. 2015  [2016-03-30]. ISBN 9789862727416. （原始内容存档于2016-04-09）.
3. ↑  .   [2021-07-08]. （原始内容存档于2021-07-11）.
4. ↑  .   [2016]. （原始内容存档于2015-08-23）.

## 其他資源
- 第三世巴麥欽哲仁波切的Facebook專頁
- 欽哲光明壇城FB粉絲專頁 （页面存档备份，存于）
- 台灣欽哲光明壇城官網 （页面存档备份，存于）
- 香港欽哲光明壇城官網 （页面存档备份，存于）